# كوسو
تعتبر كوسو أحد آلهة بلاد ما بين النهرين وهي مرتبطة الذكر بالتنقية والحبوب. ليس من المؤكد أي جانب من شخصيتها كان أساسيًا في الأصل، وأي جانب تطور ثانويًا. اعتبرت سابقًا عضوًا في محكمة الإله إنليل، وفي عدد من النصوص تظهر مع آلهة أخرى متصلة به، مثل نوسكا. يمكن أن ترتبط أيضًا بآلهة أخرى مسؤولة عن طرد الشيطان، مثل نينگيريما. كانت هناك العديد من الأضرحة المخصصة لها في نفر، مع أنها كانت تعبد أيضًا في مدن أخرى، على سبيل المثال لجش وأشور. في الفترة السلوقية، أدخلت أيضًا للعبادة في بانتثيون وأوروك المحلي.

## السمات
كوسو إله مرتبط بالتنقية. تمثل تجسيدًا لنوع من المبابخر الطقوسية، نينجاكو، أو على توقع أقل، كان يُعتقد أنها تستخدم هذه الأداة بنفسها. ومن الأدوات الأخرى التي ارتبطت بها: الغيزيلو (المشعل) والإجوبو (نوع من الأواني).  كما ارتبطت قديمًا بالحبوب. اقترح في فترة ما أن اسمها قد يعني "الحبوب الناضجة" أو "حزمة من سنابل الذرة". ولا يزال الباحثون يتنازغون حول موضوع ما إذا كانت في البداية إلهة حبوب أو إلهة تنقية وأي من الجوانب فيها تطورت ثانويًا. 
يذكر نص صيحات الطيور أن البط كان يعتبر طائر كوسو.
وفقًا لجوليا كرول، فإن الجانب الذكوري لكوسو موثق أيضًا. بالإضافة إلى قول فرنك سيمونز، إن الإشارات إلى هذا الشكل الذكري من الإلهة نادرة . يقال بإن كوسو الذكر موثق فقط في مصادر من الألفية الأولى قبل الميلاد.

### إيزينا-كوسو
الاسم الإلهي المركب إيزينا-كوسو،  من المحتمل أنه يعتمد على العلاقة المقترحة بين اسم كوسو والمصطلحات المتعلقة بالحبوب، حيث أن الجزء الثاني هو اسم آلهة الحبوب، إيزيناي. ذهب فرانك سيمونز إلى أبعد من ذلك باقتراح أن كوسو كانت في البداية لقبًا لإيزينا وأصبحت في النهاية إله منفصل. يبدو أيضًا أن الاسم المزدوج يشير إلى إله مماثل لإيزينا في المصادر، مثلًا أحد النقوش على أسطوانات كوديا و"المناظرة بين الحبوب والغنم". وفي الوقت نفسه، كما لاحظت جوان جودنيك وستنولز، تظهر إيزينا وكوسو بشكل منفصل في قوائم القرابين من لجش.  واستمروا في العبادة بشكل منفصل عن بعضهم البعض في فترات لاحقة . علاوة على ذلك، يظهران في أدوار متميزة في التعاويذ، حيث تستدعى الأولى في الصيغ المتعلقة بالتنقية والثانية في الصيغ المتعلقة بالولادة.

## ارتباطات مع آلهة أخرى
ارتبطت كوسو بإله إنليل . كانت تُدعى له بـ لقبها "كبيرة طاردي الأرواح الشريرة". وفقًا لويلفريد ج. لامبرت، إن كوسو تنتمي إلى مجموعة من الآلهة من محكمته الذين يظهرون معًا في مصادر مثل قائمة قرابين من سلالة أور الثالثة، وتعويذة، ونص تفسيري باطني متأخر. ومن الأعضاء الآخرين في هذه المجموعة شوزيانا، ونوسكا، ونينيمما، وإينوجي، ونينشار، ونينكاسي. جاء في نص من أوروك السلوقية، بيان ارتباط كوسو مع نوسكا وإسيمود.
في نص "اللبنة الأولى"، وهو تعويذة يُحتمل أنها كانت تُقرأ أثناء تجديدات المعبد، تُذكر كوسو، التي تُلقب بـ "الكاهن الأعظم للآلهة العظام"، كواحدة من الآلهة التي أوجدها الإله إيا من الطين.
زوج كوسو الإله إنداجارا . وفقًا ليريميا بيترسون، ليس من المؤكد ما إذا كان اسمه، الذي قد يكون مصطلحًا يشير إلى "عجل صغير"، يصفه كشخصية "ثيرومورفية، هجينة، أو إنسانية الشكل".  يتعرف عليه في الأغلب على أنه إيشكور في قائمة الآلهة آن = أنوم، ومع هايا في ترنيمة بابلية قديمة للإله الأخير. تشير هذه التأليفة إلى أنه يظهر بجانب كوسو وتشير إلى كليهما كآلهة "بدونهم لن تكون السماء نقية ولا الأرض مشرقة، مزودين دائمين للولائم الكبيرة لأنو وإنليل في قاعة الطعام الكبيرة الخاصة بهم". وفقًا لقائمة الآلهة آن = أنوم، كان لكوسو ابنة، شودكوجا، التي وثقت فقط في قائمة آلهة ماري.
نظرًا لدورهم المشترك في الطرد الشيطاني، كثيرًا ما ارتبطت كوسو بآلهة مثل نينجيريما وجيرا. يذكر طقس ميس-بي من نينوى "وعاء الماء المقدس لكوسو ونينجيريما" يتم ذكر هذا الوعاء الطقسي أيضًا في طقوس متأخرة أخرى. في الفترات المتأخرة، عملت كوسو ونينجيريما ونيزابا كآلهة التنقية الرئيسية.

## عبادته
كوسو، التي كُتب اسمها في هذا السياق كـ dku3-su3-ga(-PA.SIKIL)، موثقة بالفعل في قوائم القرابين من لجش في الفترة الديناستية المبكرة. تظهر في الأسماء الثيوفورية من هذا الموقع أيضًا. كما ذكرت في عدد من النصوص الطقوسية كواحدة من آلهة إيبيجال، معبد الإلهة إنانا (التي كانت تعبد تحت اسم نينيبجال محليًا) في أوما.يمكن أيضًا استدعاء كوسو في شو-إيلا-أكو، نوع من الصلوات المكتوبة باللغة الأكدية يركز على الالتماسات الفردية للمصلين.
كان يوجد معبد لكوسو في نيبور. بينما لا يذكر نص مترولوجي يشهد على وجود اسمه، وفقًا لأندرو ر. جورج قد يكون نفس المعبد هو إي-ساججاماه، "بيت المنقي المُعظم"، المذكور في قائمة المعابد الكانونية. اقترح أن يكون قد خُصص أيضًا لإيزينا في مرحلة ما. بالإضافة إلى ملاحظة جورج أن اسمه يعكس في الغالب موقع كوسو في محكمة إنليل. تذكر قائمة المعابد الكانونية أيضًا معبدًا ثانيًا لكوسو، إي-شوديجيشتوكو، "البيت الذي يسمع الصلوات". في نفر، كانت تُعبد أيضًا في بيت داليلي، "بيت الشهرة"، برغم مشاركتها هذا الحرم مع نيزابا، ونينجال، وشاماش، وبيت-آليا. علاوة على ذلك، كانت واحدة من الآلهة المُكرمة في معبد جولا الموجود في هذه المدينة.
عبدت كوسو أيضًا في آشور، حيث كان لها مكان في المعبد إيشارا، المخصص للإله آشور. وثقت لها قاعدة مخصصة  تحمل الاسم الاحتفالي إي-أنكي-كوغا، "بيت السماء والأرض السفلى النقية"، في نقش لسن-بلاسو-إيقيبي من ضريح نينجال الموجود في أور. كان كاتبه حاكمًا لهذه المدينة في الفترة الآشورية الحديثة.
في ترنيمة غير منشورة مخصصة لمدينة بورسيبا، يظهر اسم المعبد إي-جيسو-بي-دو-جا، "البيت الذي ظله ممتع"، في ارتباط مع كوسو، بأخذ الإعتبار بأن هذا الاسم في مصادر أخرى ينتمي إلى معبد الإله سين الموجود في دامرو، وهي بلدة قريبة من بابل كانت مركزًا للعبادة المحلية للإله الأخير.
لم تذكر كوسو في النصوص البابلية الحديثة من أوروك، يعود ذلك لأنها عبدت في تلك المدينة في الفترة السلوقية. بتوجب اعتبار وجود كوسوفي النسخة المتأخرة من البانثيون المحلي على الأرجح جزءًا من ظاهرة أوسع تركزت على إدخال آلهة متصلة بمهن مختلف الحرفيين، ورجال الدين الكالو، بالإضافة إلى آشيبو. وفقًا لجوليا كرول، أن كوسو ربما كانت تعبد في بيت ريش، "المعبد الرئيسي"، وهو مجمع مخصص لأنو وأنتو بُني في هذه الفترة. من الوارد أيضًا أنها كانت تعمل كحارس إلهي لأحد أبوابه. ربما كانت الغرفة المحددة بـ 79b خلال الحفريات زنزانة مخصصة لها. قد قد يحدث إشارة لاحقة إلى كوسو في نص مؤرخ إلى فترة حكم تيبريوس، مع أن الاستعادة ذاتها ليست مؤكدة.

### ببليوغرافيا
- Asher-Greve، Julia M.؛ Westenholz، Joan G. (2013). Goddesses in Context: On Divine Powers, Roles, Relationships and Gender in Mesopotamian Textual and Visual Sources (PDF). ISBN:978-3-7278-1738-0. مؤرشف من الأصل (PDF) في 2025-06-03.*Black، Jeremy A. (2006). The Literature of Ancient Sumer. Oxford University Press. ISBN:978-0-19-929633-0. مؤرشف من الأصل في 2024-10-10. اطلع عليه بتاريخ 2022-09-18.
- George، Andrew R. (1993). House most high: the temples of ancient Mesopotamia. Winona Lake: Eisenbrauns. ISBN:0-931464-80-3. OCLC:27813103.
- Krul، Julia (2018). The Revival of the Anu Cult and the Nocturnal Fire Ceremony at Late Babylonian Uruk. Brill. DOI:10.1163/9789004364943_004. ISBN:9789004364936. مؤرشف من الأصل في 2024-12-26.
- Lambert، Wilfred G. (2013). Babylonian creation myths. Winona Lake, Indiana: Eisenbrauns. ISBN:978-1-57506-861-9. OCLC:861537250.
- Peterson، Jeremiah (2007). A study of Sumerian faunal conception with a focus on the terms pertaining to the order Testudines (PhD). مؤرشف من الأصل في 2024-12-08.
- Selz, Gebhard (1995). Untersuchungen zur Götterwelt des altsumerischen Stadtstaates von Lagaš (بالألمانية). Philadelphia: University of Pennsylvania Museum. ISBN:978-0-924171-00-0. OCLC:33334960. Archived from the original on 2025-02-01.
- Simons، Frank (2018). "The Goddess Kusu". Revue d'assyriologie et d'archéologie orientale. CAIRN. ج. 112 ع. 1: 123–148. DOI:10.3917/assy.112.0123. ISSN:0373-6032. مؤرشف من الأصل في 2024-04-22.